# Гащенков, Михаил Андреевич
Михаи́л Андре́евич Га́щенков (род. 19 июня 1992, Москва, Россия) — российский футболист, полузащитник.

## Карьера
Воспитанник московского «Локомотива». В 2009—2010 годах выступал за вторые команды «Химок» и «Локомотива-2». В 2011 году начал профессиональную карьеру в «Локомотиве-2». В феврале 2014 года перешёл в дзержинский «Химик». В 2015—2017 годах защищал цвета «Химок». 29 июня 2017 года подписал контракт с «Амкаром». Дебютировал в Премьер-лиге 13 августа в матче против «Краснодара» (1:1), сумев отличиться на 76-й минуте забитым мячом. В 2018 году пополнил ряды «Ахмата». В феврале 2020 года был арендован клубом «СКА-Хабаровск». В сезоне 2020/21 защищал цвета «Нижнего Новгорода». В июне 2021 года перешёл в «Акжайык». В Высшей лиге Казахстана дебютировал 2 июля в матче против «Актобе» (1:2). В декабре того же года вернулся в «СКА-Хабаровск» на правах свободного агента. Летом 2023 года подписал контракт с «Шинником». В марте 2024 года пополнил ряды «Енисея». В июле 2024 года перешёл в ташкентский «Локомотив». Дебютировал в Высшей лиге Узбекистана 4 августа в матче против бекабадского «Металлурга» (1:1). В 2025 году подписал контракт с клубом КДВ.

## Достижения
- Победитель зоны «Запад» Второго дивизиона: 2015/16